# Hendrik Casimir
Pour les articles homonymes, voir Casimir.
 (avril 2014).
Hendrik Brugt Gerhard Casimir (15 juillet 1909 – 4 mai 2000) est un physicien néerlandais.

## Éléments biographiques
Né à La Haye, il étudie à l'université de Leyde, où il travaille sous la direction de Paul Ehrenfest pour son doctorat, qu'il obtient en 1931. C'est à cette occasion qu'il introduira l'idée des opérateurs de Casimir. De 1932 à 1933, il devient l'assistant de Pauli à l'école polytechnique fédérale de Zurich (ETH), où il succède à Rudolf Peierls. Il revient alors à Leyde, où il occupe temporairement la chaire Ehrenfest, qui vient de se suicider, jusqu'à l'arrivée d'Hendrik Kramers en 1934.
En 1936, il rejoint le laboratoire de cryogénie dirigé par de Haas. En raison d'un conflit de personnalité avec de Haas, il quitte Leyde en 1940 — pendant l'occupation nazie des Pays-Bas — et il rejoint le laboratoire de recherches de Philips, abandonnant largement sa carrière universitaire. Toujours caustique, Pauli le surnommera alors « Monsieur le Directeur » en raison de son passage au privé.
C'est entre 1946 et 1949, chez Philips, qu'il travaille à l'effet qui porte aujourd'hui son nom. Quelques années plus tard, à l'occasion d'une conférence, il parlera de cet effet à Pauli, qui lui répondra d'abord : « c'est un non-sens complet », avant de se laisser finalement convaincre. Pauli cessera alors d'utiliser du « Monsieur le Directeur » à son égard.
Casimir travaillera dans le laboratoire Philips, dont il deviendra directeur adjoint en 1946, puis un des membres du conseil d'administration en 1956, jusqu'à sa retraite en 1972. Il décède à Heeze en 2000.

## Distinctions
- Pour le Mérite
- L'astéroïde (12954) Hendrikcasimir est nommé en son honneur[1].